# Sladjan Pajić
Sladjan Pajić (* 28. März 1992 in Wien) ist ein serbisch-österreichischer Fußballspieler. 

## Vereinskarriere
Pajić begann seine Spielerkarriere in der Jugend des Wiener Sportklubs. 2004 wechselte er für zwei Jahre zum Lokalrivalen First Vienna FC, ehe er von 2006 bis 2008 für die AKA des SK Rapid Wien auflief. 2008 spielte er ein halbes Jahr in der Jugend des niederösterreichischen Traditionsverein SV Stockerau, bis er für die Spielzeit 2008/09 wieder zu seinen Stammverein Sportklub zurückkehrte. 
Am 31. Jänner 2009 folgte ein erneuter Wechsel nach Niederösterreich zum SV Würmla, für die er am 30. April 2009 im Alter von siebzehn Jahren bei der 6:0-Auswärtsniederlage gegen die Amateure des SV Mattersburg in der Regionalliga Ost debütierte. Im Mai desselben Jahres folgte ein weiterer Kurzeinsatz beim 1:1-Unentschieden gegen die Vienna, ehe er als zweiter Würmla-Spieler nach Rafael Pollack 2008 mit seinem Wechsel zu NAC Breda den Sprung nach Holland in die Jugend der PSV Eindhoven schaffte.
Knapp ein Jahr später unterschrieb er beim slowakischen Erstligisten DAC Dunajská Streda seinen ersten Profivertrag. Neben Trainer Kurt Garger, Stephan Palla, Yüksel Sariyar und Markus Seelaus war er der fünfte Österreicher, der bei den Süd-Slowaken unter Vertrag stand. 
Am 27. Spieltag, beim 1:1-Unentschieden gegen den MFK Dubnica, wurde er zur Halbzeit gegen Nyron Wau eingewechselt und feierte sein Profidebüt. Es folgten vier weitere Spiele bis zum Saisonende, in welchen er zwei Mal in der Startformation auflief. Mit der Entlassung von Garger Ende Mai 2010 endete die Zeit der „Österreicher-Dependance Streda“. Pajić verblieb zwar gemeinsam mit Seelaus auch in der Folgesaison beim Verein, kam aber unter dem neuen Trainer Mikulas Radvanyi nicht mehr zum Einsatz. In Folge wurde sein Vertrag im Verlauf der Hinrunde aufgelöst. 
Im Jänner 2011 unterschrieb er daraufhin beim österreichischen Zweitligisten FC Admira Wacker Mödling, wo er für die Amateurmannschaft in der Regionalliga Ost vorgesehen ist. Am 18. März 2011 feierte er bei der 2:0-Auswärtsniederlage gegen den SC Neusiedl sein Debüt für die Admira Juniors.